# Lewicki Hrabia
Lewicki Hrabia – polski herb hrabiowski, nadany wraz z tytułem w Galicji, odmiana herbu Rogala.

## Opis herbu
Opis stworzony zgodnie z klasycznymi zasadami blazonowania:
Na tarczy dzielonej w słup w polu w polu I czerwonym, róg  bawoli brązowy, skręcony, w II srebrnym róg jeleni naturalny. Na tarczy korona hrabiowska, nad którą dwa hełmy w koronie z klejnotami: z prawej orzeł dwugłowy czarny koroną cesarską i z cyfrą I.II. (Ioseph II) na piersi złotą, z lewej róg bawoli obok rogu jeleniego jak w godle. Labry na obu hełmach czerwone, podbite srebrem.

## Najwcześniejsze wzmianki
Nadany w Galicji 11 października 1783 z tytułem hrabiowskim oraz predykatem hoch- und wohlgeboren (wysoko urodzony i wielmożny) Samuelowi (Wojciechowi) Rogali von Lewickiemu. Podstawą nadania była patent z 1775, wywód przed Komisją Magnatów, załączony wykaz dóbr ziemskich.

## Herbowni
Jedna rodzina herbownych:
graf Rogala von Lewicki.